# فلسفة الطب النفسي
تستكشف فلسفة الطب النفسي الأسئلة الفلسفية المتعلقة بالطب النفسي والأمراض العقلية. يحدد فيلسوف العلوم والطب دومينيك مورفي ثلاثة مجالات للاستكشاف في فلسفة الطب النفسي. الأول يتعلق بفحص الطب النفسي كعلم، باستخدام أدوات فلسفة العلم على نطاق أوسع. يستلزم الثاني فحص المفاهيم المستخدمة في مناقشة المرض النفسي، بما في ذلك تجربة المرض العقلي، والأسئلة المعيارية التي تثيرها. المجال الثالث يتعلق بالروابط والانقطاعات بين فلسفة العقل وعلم النفس المرضي.